# Hardy Motors
Hardy Motors war ein US-amerikanischer Hersteller von Automobilen.

## Unternehmensgeschichte
Neil Hardy gründete 1991 das Unternehmen. Der Sitz war zunächst in Ramona, dann in Visalia und später in Bonita, alles in Kalifornien. Er übernahm ein Modell von Elite Enterprises bzw. von Quint Industries und begann mit der Produktion von Automobilen und Kit Cars. Der Markenname lautete Hardy. Später zog er nach Mooresville in North Carolina. 1998 endete die Produktion.

## Fahrzeuge
Ein Modell war die Nachbildung des Allard J2X von Allard. Ein Stahlrohrrahmen bildete die Basis. Ein V8-Motor, der wahlweise von Cadillac, Chevrolet oder Chrysler stammte, war vorne im Fahrzeug montiert und trieb die Hinterräder an. Die offene Karosserie bot Platz für zwei Personen.
Außerdem gab es einen Nachbau des Ford GT 40. Die Teile dazu lieferte GTD aus England.
Daneben wurden Fahrzeuge von Guitolar aus Uruguay importiert, die einen Motor von Mercedes-Benz hatten, und als Komplettfahrzeuge für 72.500 US-Dollar angeboten.
Das Auktionshaus H and H  bot 2003 einen J2X  an und erwartete einen Preis von 24.000 bis 26.000 Pfund Sterling. Sotheby’s versteigerte am 23. Juni 2011 einen J2X für 44.800 Pfund. Ein amerikanischer Händler verkaufte ebenfalls ein Fahrzeug.